# Rodney R. Porter
Rodney Robert Porter, CH, FRSE, HFRCP, född 8 oktober 1917 i Newton-le-Willows, Lancashire, England, död 7 september 1985 i Winchester, Hampshire (trafikolycka), var en brittisk biokemist. År 1972 tilldelades han Nobelpriset i fysiologi eller medicin tillsammans med Gerald M. Edelman för deras studier av antikroppars molekylstruktur.

## Biografi
Porter var son till Joseph Lawrence Porter, chefskontorist för Järnvägsvagns- och vagnverken i Earlestown (Newton-le-Willows), och hans hustru, Isabel May Reese. Han utbildades vid Ashton-in-Makerfield Grammar School. och tog 1939 sin kandidatexamen vid University of Liverpool 1939 i biokemi.
Hans karriär avbröts av andra världskriget under vilket han tjänstgjorde som 2:e löjtnant i Royal Engineers med uppdrag på Sicilien och i Nordafrika. År 1944 befordrades han till major och överfördes till Royal Army Service Corps som krigsavdelningsanalytiker, placerad i Neapel i Italien.
Efter kriget flyttade han till University of Cambridge där han blev Frederick Sangers första doktorand och disputerade för sin doktorsexamen 1948. Samma år gifte han sig med Julia New. De fick fem barn tillsammans.
Porter dog efter en olycka med fyra bilar den 6 september 1985, nära Beacon Hill utanför Guildford, som förare av en av bilarna. Julia skadades bara lindrigt i olyckan. De hade varit på väg till Frankrike för en semester, strax före hans formella pensionering.

## Karriär och vetenskapligt arbete
Porter arbetade för National Institute for Medical Research i elva år (1949–1960) innan han gick över till St. Mary's Hospital Medical School, Imperial College London och blev Pfizer-professor i immunologi. År 1967 utnämndes han till Whitley Professor i biokemi vid University of Oxford och Fellow of Trinity College, Oxford. Hans kollega Elizabeth Press (Betty Press) arbetade med honom på NIMR, St Mary's och i Oxford och bidrog i stor utsträckning till det arbete som ledde till Nobelpriset. Detta delade han med Gerald M. Edelman för deras arbete med att bestämma den kemiska strukturen hos en antikropp. Med hjälp av enzymet papain bröt han blodets immunglobin i fragment, vilket gjorde dem lättare att studera. Han undersökte också hur blodets immunglobiner reagerar med cellulära ytor. Han arbetade därefter med kollegorna Kenneth B M Reid, Robert Sim och Duncan Campbell för att utveckla förståelse för komplementproteinerna i samband med försvar mot infektion.
År 1991 grundade Porter Dwek Oxford Glycobiology Institute vid Institutionen för biokemi, University of Oxford och denna byggnad namngavs efter Porter som Rodney Porter-byggnaden. Institutionen anordnar Rodney Porter Memorial Lecture varje år.

## Utmärkelser och hedersbetygelser
- Novartis Medal and Prize,  1966
- Gairdner Foundation International Award,  1966
- Nobelpriset i fysiologi eller medicin, med  Gerald M. Edelman,  1972[6][7]
- Royal Medal,  1973
- Hedersdoktor vid Vrije Universiteit Brussel,  10 maj 1974[8]
- Croonian Medal and Lecture,  1980
- Copleymedaljen,  1983[9]
- Fellow of the Royal Society
- Karl Landsteiner Memorial Award

[Redigera Wikidata]